# Philippe Ier de Croÿ
Pour les articles homonymes, voir Philippe Ier et Philippe de Croÿ.
Pour les autres membres de la famille, voir Famille de Croÿ.
Philippe Ier de Croÿ (vers 1435 - 1511), seigneur de Croÿ et comte de Porcéan, est un compagnon d'armes du duc Charles le Téméraire.

## Biographie
Philippe Ier appartenait à la puissante maison de Croÿ. Dernier survivant des fils d'Antoine Ier de Croÿ, comte de Porcien, et de Marguerite de Lorraine-Vaudémont d'Arschot, il fut élevé avec Charles, comte de Charolais, futur Charles le Téméraire, fils de son suzerain Philippe le Bon, duc de Bourgogne.
Charles organisa en 1455 le mariage de Philippe avec Jacqueline de Luxembourg. Le comte Louis de Luxembourg-Saint-Pol, père de Jacqueline, était tout à fait opposé au mariage de sa fille, qu'il avait fait enfermer. Mais Philippe fit barrer toutes les routes aux frontières du Luxembourg et publia que le mariage avait déjà été consommé. Philippe Ier devint gouverneur du Luxembourg et de Ligny.
En 1471 il passa au service du roi de France Louis XI avec 600 chevaliers, puis repassa au parti de Bourgogne pour prêter main-forte à Charles le Téméraire, devenu duc. Il fut fait prisonnier à la bataille de Nancy, où le duc de Bourgogne trouva la mort en 1477. Il se mit au service de l’héritière de Bourgogne, Marie, dont il arrangea les fiançailles avec Maximilien d'Autriche, futur empereur du Saint-Empire romain germanique.
Par la suite, l'empereur Maximilien lui confia les charges de gouverneur de Valenciennes, lieutenant général de Liège et stadhouder du Hainaut. Philippe fit construire une église remarquable à Château-Porcien, où il fut inhumé en 1511.

## Descendance
Philippe Ier de Croÿ eut trois enfants de Jacqueline de Luxembourg :
- Henri de Croÿ (1456-1514), comte de Porcien, qui épousa Charlotte de Chateaubriand dont il eut :
  - Charles de Croÿ, mort après 1541, comte de Porcien ; père d'Antoine III de Croÿ, mort en 1567, comte de Porcien, 1er mari en 1560 de Catherine de Clèves, comtesse d'Eu,
  - Philippe II de Croÿ, duc d'Aarschot (1496-1549), père de Charles II et Philippe III,
  - Guillaume III de Croÿ, cardinal (1498-1521) ;
  - Jacqueline de Croÿ († 1550), femme en 1520 d'Antoine de Glymes-Berghes (1500-1541)
- Antoine de Croÿ, évêque de Thérouanne, mort le 21 septembre 1495 à Chypre où il fut inhumé ;
- Guillaume de Croÿ (1458-1521), seigneur de Chièvres, précepteur de l’infant Charles V, resté sans descendance.

## Sources
- (en) Cet article est partiellement ou en totalité issu de l’article de Wikipédia en anglais intitulé « Philip I de Croÿ » (voir la liste des auteurs).
- généalogie